# Herrmannsberg (Nordpfälzer Bergland)
Der Herrmannsberg ist ein 536 m hoher Berg im Landkreis Kusel. Der Herrmannsberg gehört zum Nordpfälzer Bergland. 
Im Südosten schließt sich der Bornberg an. Umliegende Orte sind die „Herrmannsberggemeinden“ Welchweiler, Elzweiler und Horschbach sowie Hinzweiler, Oberweiler im Tal und Eßweiler.
Über den Herrmannsberg führt die 1972 gebaute und 2003 erweiterte Trans-Europa-Naturgas-Pipeline, die von den Niederlanden nach Italien führt.
Gleichnamige Berge, siehe Hermannsberg (Begriffsklärung)